# 15120 Mariafélix
15120 Mariafélix là một tiểu hành tinh vành đai chính với chu kỳ quỹ đạo là 1246.7482813 ngày (3.41 năm).
Nó được phát hiện ngày 4 tháng 3 năm 2000.